# 18 luglio
Il 18 luglio è il 199º giorno del calendario gregoriano (il 200º negli anni bisestili). Mancano 166 giorni alla fine dell'anno.

## Eventi
- 477 a.C. – Battaglia del Cremera (data incerta, secondo altre fonti è stata il 13 febbraio): fu combattuta sulle sponde dell'omonimo fiume, ma più che una battaglia fu piuttosto un agguato teso dai veienti alle forze romane che stavano saccheggiando il loro territorio
- 388 a.C. – Battaglia del fiume Allia: sconfitta dei romani a opera dei galli senoni nei pressi del fiume Allia; la sconfitta dell'esercito romano permise ai galli di mettere a sacco Roma
- 387 a.C. – Sacco di Roma: i Galli Senoni comandati da Brenno saccheggiano l'Urbe
- 64 – Grande incendio di Roma: il fuoco inizia a bruciare nell'area mercantile di Roma e ben presto va fuori controllo; si racconta che l'imperatore Nerone cantò accompagnato dalla lira mentre osservava la magnificenza dell'incendio a distanza di sicurezza
- 138 – Santa Sinforosa e i suoi sette figli vengono martirizzati a Tivoli, sotto l'imperatore Adriano
- 1620 – Nel corso della notte in Valtellina i cattolici, aizzati da fanatici predicatori, attaccano e uccidono tutti i protestanti locali, che sono oltre 600: l'evento verrà ricordato come il Sacro macello di Valtellina
- 1830 – L'Uruguay adotta la sua prima costituzione
- 1863 – Guerra di secessione americana: la prima unità militare formalmente costituita da afroamericani, il 54º Reggimento Volontario di Fanteria del Massachusetts, assalta senza successo Fort Wagner, in mano ai confederati
- 1866 – Terza guerra d'indipendenza italiana: vittoria italiana nella battaglia di Pieve di Ledro
- 1870 – Proclamazione del Dogma dell'infallibilità pontificia da parte di papa Pio IX
- 1873 – Oscar II di Svezia-Norvegia viene incoronato re di Norvegia a Trondheim
- 1895 – Isole Azzorre: il veliero Hirondelle del principe di Monaco Alberto I cattura un capodoglio, il quale rigurgita il corpo di tre calamari giganti (Architeuthis), frutto di una recente caccia dell'animale
- 1898 – Marie e Pierre Curie annunciano la scoperta di un nuovo elemento e propongono di chiamarlo "polonio"
- 1925 – Adolf Hitler pubblica il suo personale manifesto ideologico: il Mein Kampf
- 1936 – Colpo di Stato militare in Spagna contro la Seconda Repubblica, che darà luogo alla Guerra Civile
- 1937 – Apre a Monaco di Baviera nella nuova Haus der Kunst la Grande mostra d'arte tedesca che espone opere d'arte celebrative degli ideali del nazismo; il giorno dopo aprirà nel vicino portico nord dello Hofgarten l'esposizione gemella Mostra d'arte degenerata
- 1942 – Seconda guerra mondiale: i tedeschi provano in volo per la prima volta il Messerschmitt Me 262, utilizzando solo i suoi jet
- 1944 – Seconda guerra mondiale: Hideki Tōjō si dimette da primo ministro dell'Impero giapponese a causa dei numerosi ostacoli subiti durante lo sforzo bellico
- 1947 – Il presidente statunitense Harry S. Truman converte in legge il Presidential Succession Act, che pone il portavoce della Camera e il presidente pro tempore del Senato, nella linea di successione, subito dietro al vicepresidente
- 1968 – Guerra del Vietnam: inizia la Conferenza di Honolulu, tra il presidente statunitense Lyndon B. Johnson e quello sudvietnamita Nguyễn Văn Thiệu
- 1969 – Dopo un party a Chappaquiddick Island, il senatore Edward Kennedy esce di strada con la sua auto, cadendo da un ponte di legno dentro un laghetto spazzato dalle onde: Mary Jo Kopechne, una donna che viaggiava con lui, affoga; Kennedy non denuncerà l'incidente per altre dieci ore
- 1976 - Durante le Olimpiadi di Montréal 1976, Nadia Comăneci si esibisce a 14 con le parallele asimmetriche e diventa la prima ginnasta ad ottenere un 10, oltre che la più giovane
- 1979 – A Torino membri dell'organizzazione armata di estrema sinistra Prima Linea uccidono Carmine Civitate, proprietario del Bar dell'Angelo, dove il 28 febbraio durante uno scontro a fuoco con la polizia erano rimasti uccisi due militanti dell'organizzazione; i membri di Prima Linea ritennero, erroneamente, che in quell'occasione fosse stato Civitate ad allertare la polizia
- 1984 – A San Ysidro, un distretto della città di San Diego, in California, il quarantunenne James Oliver Huberty apre il fuoco sugli avventori di un ristorante McDonald's, uccidendo 21 persone prima di essere abbattuto dalla polizia
- 1989 – In Kenya si svolge il rogo dell'avorio, in cui vengono bruciate circa quattromila zanne d'elefante, un segnale forte contro la caccia di quest'animale per ottenere avorio; l'avvenimento verrà immortalato da Kuki Gallmann nel suo libro Sognavo l'Africa
- 1992 – Esce nelle sale cinematografiche giapponesi Porco Rosso, sesto lungometraggio di Hayao Miyazaki
- 1994 – A Buenos Aires, un'esplosione distrugge un edificio che ospitava diverse organizzazioni ebraiche, uccidendo 96 persone e ferendone molte altre; la magistratura argentina emise un mandato di cattura per l'ex presidente iraniano Ali Akbar Hashemi Rafsanjani[1]
- 1995
  - Il ciclista venticinquenne Fabio Casartelli muore in un incidente durante il Tour de France
  - Sull'isola caraibica di Montserrat, il vulcano Soufriere Hills erutta: nel corso di diversi anni devasterà l'isola, distruggendo la capitale Plymouth e costringendo gran parte della popolazione a scappare
- 1997 – Viene sviluppato, grazie allo statunitense Dave Winer, il software che darà vita ai blog, poi diventata forma diffusissima di comunicazione multimediale
- 2019 – Attacco incendiario alla Kyoto Animation: un uomo mentalmente disturbato appicca il fuoco a un edificio dello studio d'animazione Kyoto Animation uccidendo 36 persone e ferendone altre decine[2]

## Nati
Ci sono circa 1 190 voci su persone nate il 18 luglio; vedi la pagina Nati il 18 luglio per un elenco descrittivo o la categoria Nati il 18 luglio per un indice alfabetico.

## Morti
Ci sono circa 470 voci su persone morte il 18 luglio; vedi la pagina Morti il 18 luglio per un elenco descrittivo o la categoria Morti il 18 luglio per un indice alfabetico.

## Feste e ricorrenze

### Civili
Internazionali:
- ONU - Nelson Mandela International Day

Nazionali:
- Uruguay – Giorno della costituzione

### Religiose
Cristianesimo:
- Sant'Arnolfo di Metz, vescovo
- San Bruno di Segni, vescovo
- San Domenico Nicolao Dinh Dat, martire
- Sant'Elio di Capodistria, diacono
- Sant'Emiliano di Durostoro, martire
- San Federico di Utrecht, vescovo
- San Filastrio, vescovo
- Santa Maria Greca
- Santa Marina di Ourense, martire
- San Materno di Milano, vescovo
- San Pambone l'Egiziano
- San Rufillo di Forlimpopoli, vescovo
- San Simone da Lipnica, sacerdote
- Santa Sinforosa di Tivoli  e sette figli (archiviato dall'url originale il 16 settembre 2017)., martire
- San Giovanni di Pečers'k, monaco (Chiesa ortodossa russa)
- Santa Teodosia da Costantinopoli, martire
- Beato Alfonso Tracki, sacerdote e martire
- Beato Bernardo de Arenis, mercedario
- Beato Giovanni Battista de Bruxelles, martire
- Beato Roberto da Salle, abate
- Beata Tarcisia Mackiv (Olga), vergine e martire

Religione romana antica e moderna:
- Dies Alliensis – giorno "nefasto" (infatti il 718 è un numero intoccabile e malvagio) del calendario romano in ricordo della battaglia del fiume Allia; non era possibile compiere nessuna azione, né in pubblico né in privato, che non fosse strettamente necessaria.